# امامزاده سید حسین
امامزاده سید حسین بن امیر بن ابراهیم بن زین العابدین معروف به امامزاده سید حسین، نتیجه علی بن حسین است که آرامگاهش در بخش مرکزی کازرون قرار گرفته‌است.تولیت کنونی آستان مقدس امامزاده سیدحسین بن امیر، اکنون به دست  حجت الاسلام والمسلمین صبوراست که به حکم حوزه علمیه امام صادق (ع)به این منصب رسیده‌است.

## موقعیت
آرامگاه وی در شمال شهر بیشاپور در کازرون واقع شده‌است.

## اهمیت و جایگاه
امامزاده سید حسین از دیرباز مورد توجه مردم فارس بوده‌است و به عنوان سومین امامزاده مورد توجه در استان فارس بعد از حرم احمد ابن موسی و سید علاءالدین حسین به شمار می‌آید که مردم اعتقاد زیادی به آن دارند و برای نذورات و گرفتن حاجات به زیارت این امامزاده روی می‌آورند، و به خاطر وجود چشمه سار و باغات به سیاحت و گذراندن تفریحات آخر هفته و ایام تعطیل در جوار این امامزاده می‌پردازند. براساس دارای موقعیت ویژه‌است و جمعیت قابل توجهی از شهرها و استان‌های همجوار به زیارت این امامزاده روی می‌آورند.
به گفته رضایی، رئیس اداره بقاع و اماکن متبرکه فارس دو مرکز رصدخانه در امامزاده سیدحسین کازرون و امامزاده پیرمراد استهبان راه اندازی خواهد شد. با توجه به استقبال گسترده مردم از مرکز رصدخانه سید علاءالدین حسین شیراز امسال در دو امامزاده شاخص استان رصدخانه راه اندازی می‌شود. وی بیان داشته که خرید تجهیزات این رصدخانه‌ها از خارج از کشور منعقد شده و در ابتدا با اعتبار اولیه ۲۵ میلیون تومان تلسکوپ خریداری می‌شود.

## توضیح

مناظر اطراف امامزاده سید حسین

وجود چشمه‌های فراوان که مشهورترین آن‌ها سر آب اردشیر است و همچنین باغ‌های مرکبات زیبا و سرسبز در اطراف آن، این مکان را به یک مکان زیارتی و سیاحتی تبدیل کرده‌است. امامزاده سیدحسین در نوروز ۱۳۸۹ بیش از ۱۵۰ هزار نفر مسافر پذیرفت.
امامزاده سیدحسین هم‌اکنون در حال بازسازی است و امکاناتی همچون سالن اجتماعات، آمفی تئاتر، درمانگاه، زائرسرا، ساختمان اداری، پارک، زمین ورزشی، چای خانه و فضای سبز برای آن در نظر گرفته شده‌است.